# Fritzlarer Dom

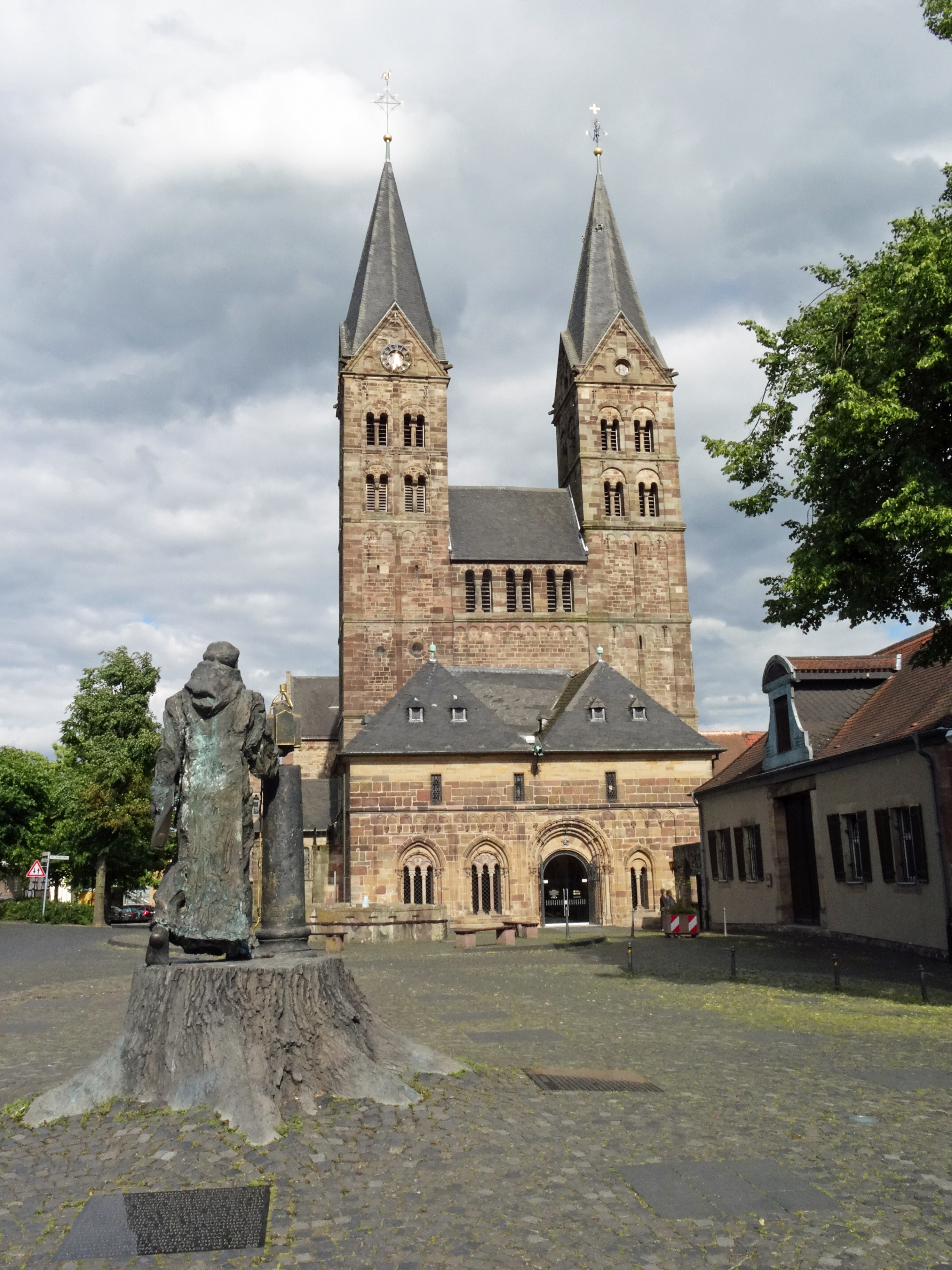
Fritzlarer Dom, hochromanische Westfassade (Westriegel, vor 1118 vollendet), davor Vorhalle im spätromanisch-gotischen Übergangsstil

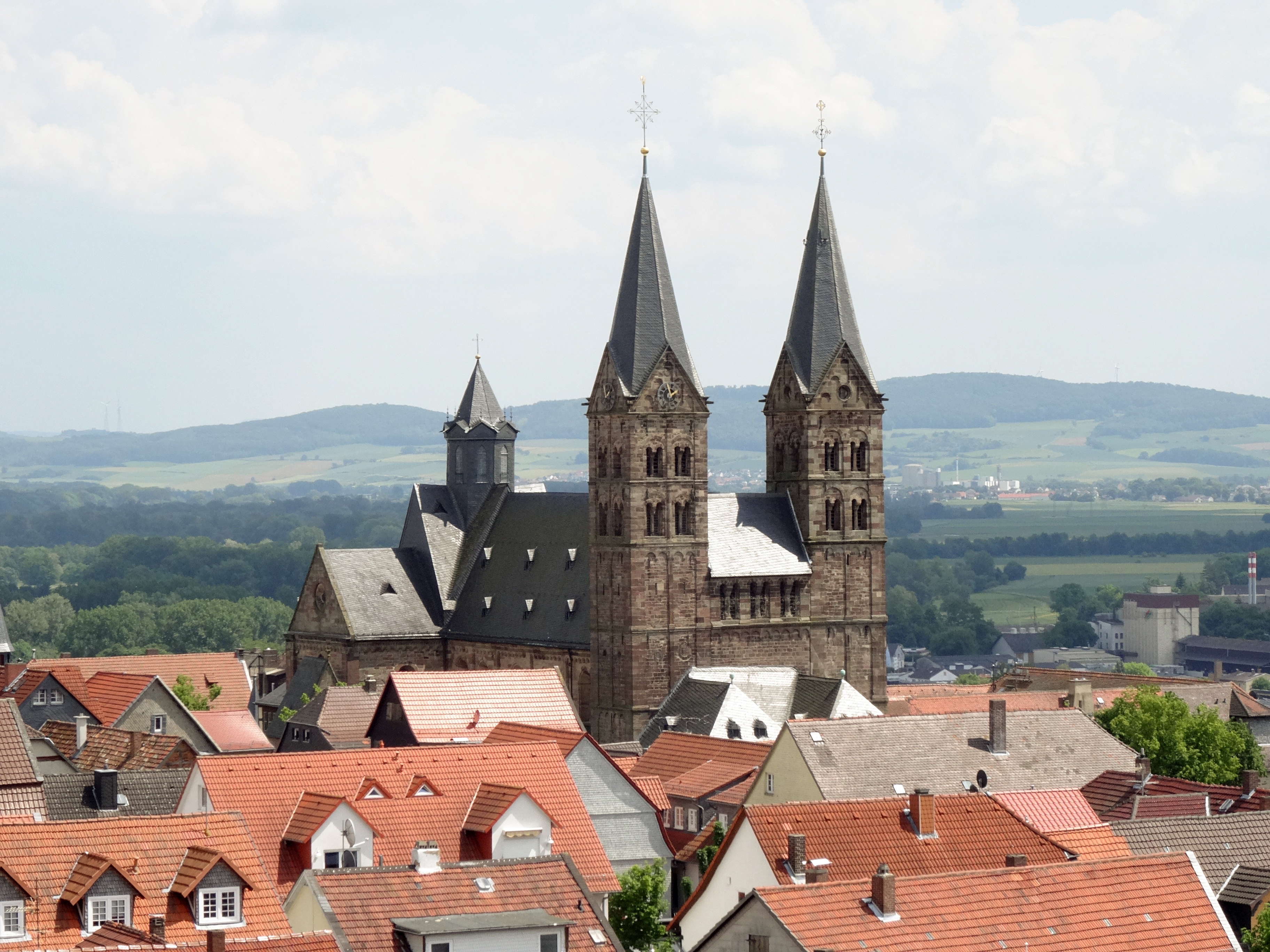
Fritzlarer Dom vom Grauen Turm aus gesehen

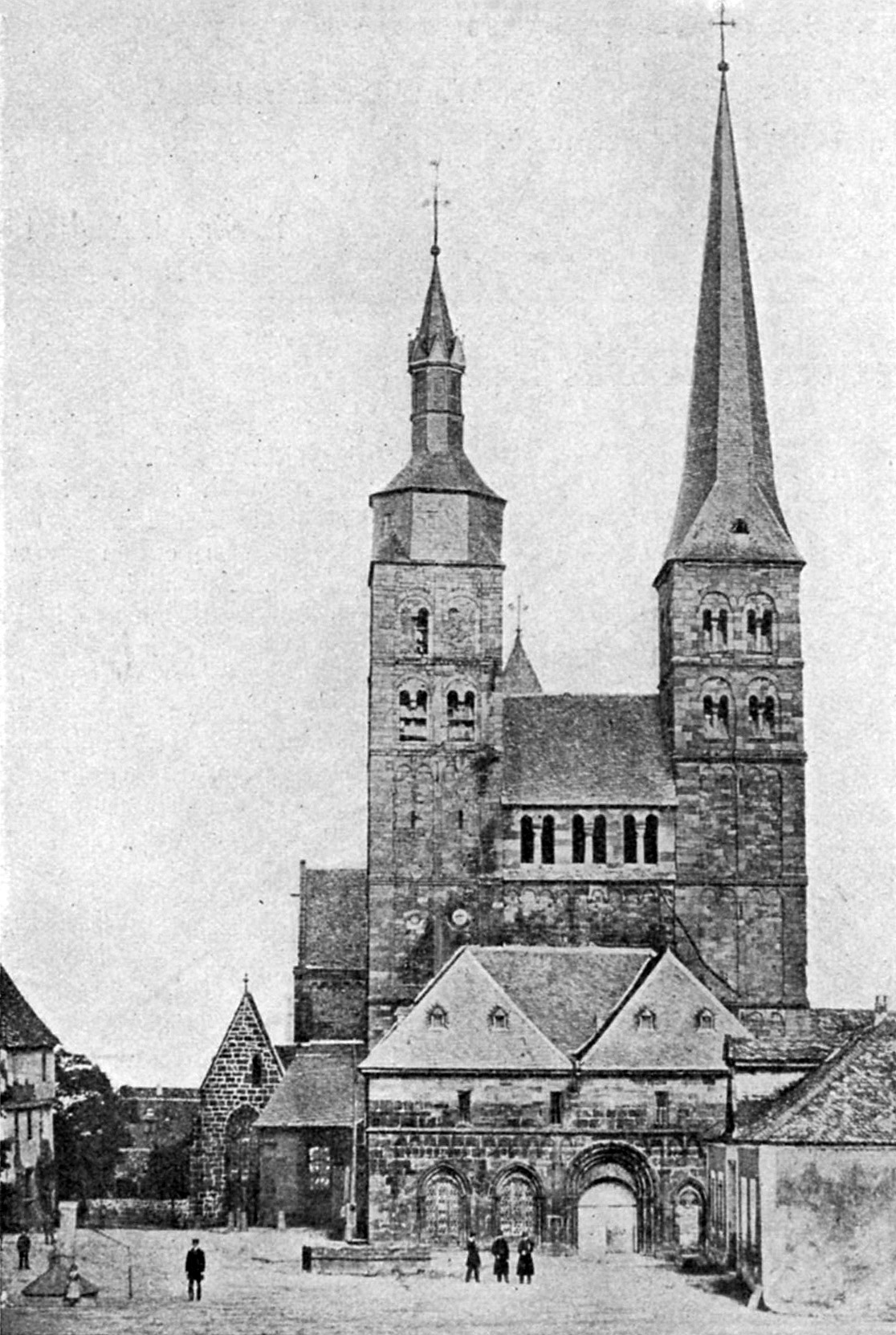
Fritzlarer Dom um 1868 vor dem Umbau der Türme

Der Fritzlarer Dom St. Peter, auch St. Petri-Dom zu Fritzlar genannt, ist eine romanische ehemalige Kloster- und Stiftskirche in Fritzlar im nordhessischen Schwalm-Eder-Kreis, die heute als katholische Stadtpfarrkirche dient. Die Kirchen- und Klostergründung um 723/724 geht auf den Heiligen Bonifatius zurück und wurde zum Ausgangspunkt der Stadtentwicklung von Fritzlar. Der Fritzlarer Dom zählt zu den historisch und architekturgeschichtlich bedeutendsten Baudenkmälern in Nordhessen. Seine vorwiegend romanische Bausubstanz geht auf einen 1085/90 begonnenen hochromanischen Bau zurück, der in der Spätromanik größerenteils erneuert wurde. Bis in das 19. Jahrhundert hinein schloss sich eine Vielzahl weiterer Baumaßnahmen an, deren harmonisch wirkende Mischung das Erscheinungsbild des Domes heute bestimmt. Seit 2004 trägt der Dom den Titel einer Basilica minor.

## Geschichte

### Kirchengründung
Um 722 ließ der Missionar Wynfreth/Bonifatius in der Nähe der schon damals bestehenden Siedlung Geismar (heute ein Stadtteil von Fritzlar) die der germanischen Gottheit Donar geweihte Donareiche fällen, die den Chatten als Kultstätte diente. Nach dem Bericht des Willibald von Mainz erbaute Bonifatius um ca. 723/724 aus dem Holz der Donareiche ein St. Peter geweihtes oratorium (Bethaus). Allgemein wird angenommen, dass dieser archäologisch nicht nachgewiesene Kapellenbau bereits an der Stelle des heutigen Domes stand. Der genaue Standort der Donareiche ist nicht bekannt. In der schriftlichen Überlieferung werden zwei Ortsbezeichnungen genannt: das archäologisch in dieser Zeit nachgewiesene Geismar als Standort der Donareiche und das ca. 1,5 km entfernte heutige Fritzlar als Standort der später von Bonifatius erbauten Kirche. Davon abweichend wird auch als Hypothese angenommen, diese Orte seien identisch und der Dom stehe am Standort der ehemaligen Donareiche.

### Wigbertbau und Klostergründung
Um 732 wurde berichtet, dass Bonifatius in Fritzlar eine Kirche sowie ein Benediktinerkloster errichten ließ, das vom Heiligen Wigbert als erstem Abt erbaut und geleitet wurde. Von diesem vermutlich steinernen Bau sind keine archäologisch nachweisbaren Reste bekannt. Um 775 wurde das Kloster zur Reichsabtei erhoben.

### Erster archäologisch nachweisbarer Vorgängerbau
Bei einer Ausgrabung von 1970 entdeckte man Fundamentreste eines Vorgängerbaus mit einer rekonstruierten Querhausbreite von ca. 24 m und einer Gesamtlänge von über 23 m. Dieser erste Bau mit einem Westquerhaus und einer sich westlich anschließenden Apsis entstand gegen Ende des 8. Jahrhunderts oder später.
In der Reichsgeschichte trat Fritzlar zunehmend als Ort von Reichs- und Kirchenversammlungen in Erscheinung. 919 fand dort die Königswahl Heinrichs I. statt. 1001 wurde erstmals eine Königs- bzw. Kaiserpfalz erwähnt. Um 1005 begann die Umwandlung des Klosters in ein Chorherrenstift. Wahrscheinlich um 1066 kam Fritzlar zum Erzbistum Mainz.
Im Zuge der Streitigkeiten zwischen König Heinrich IV. und einer Gruppe oppositioneller Fürsten um den Gegenkönig Rudolf von Schwaben wurde im Jahr 1079 Fritzlar mitsamt dem Dom und dem Stiftsbezirk von Truppen Rudolfs zerstört.

### Zweiter archäologisch nachweisbarer Vorgängerbau
1916 fand man bei einer Grabung die Fundamentreste eines sehr bescheidenen, nur rund 12 m breiten Kirchenbaus, der über dem ersten Vorgängerbau lag. Diese Reste stammen von einem kleinen Notbau nach der Zerstörung von 1079. Bis zur Entdeckung des älteren Vorgängers um 1970 wurde der 1916 zuerst ergrabene Baurest irrtümlich als Bonifatiusbau betrachtet.

### Hochromanischer Bau I

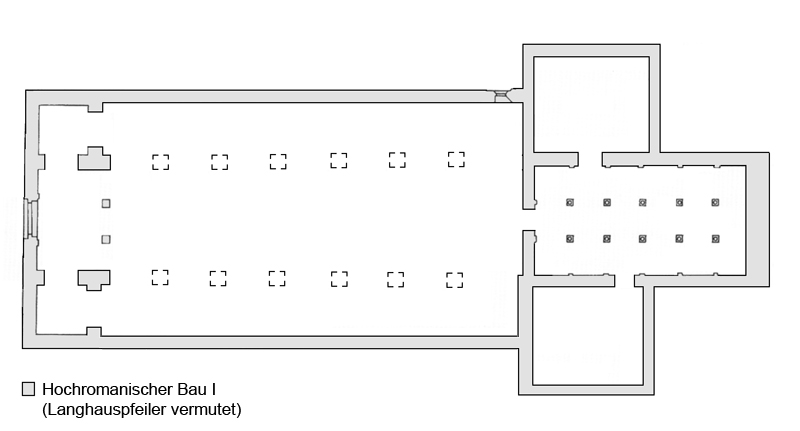
Fritzlar Dom, Grundriss des hochromanischen Baus I mit plattgeschlossener Chorapside

Um 1085/1090 wurde der Neubau einer dreischiffigen Basilika mit flachgedecktem Langhaus, breit ausladendem Ostquerhaus und platt geschlossenem Chor begonnen. Unter Vierung und Langchor lag eine dreischiffige Krypta, die vollständig erhalten ist und ursprünglich vom Mittelschiff aus zugänglich war. Später wurden neben der Hauptkrypta an die Querhäuser anschließende seitliche Nebenkrypten mit östlichen Apsiden erbaut, von denen die nordöstliche Nebenkrypta erhalten ist. Der heutige Grundriss des Domes wird durch den hochromanischen Bau vorgegeben, von dessen Außenmauern die unteren Teile des Nordquerhauses bis in ca. 4 m Höhe sowie Teile der Nordseitenschiffswand verwendet wurden, die am hammerrechten Schichtmauerwerk aus kleineren Quadern erkennbar sind.
Im Westen errichtete man die beiden Westtürme, zwischen denen sich im Inneren die Königsempore befindet. Nach einem Planwechsel wurde die ursprünglich geplante Zweiturmfassade durch ein zusätzliches Quergeschoss über der Empore zu einem Westriegel nach sächsischem Vorbild umgestaltet. Der Westriegel mit den Türmen ist mit Ausnahme der erneuerten Turmspitzen komplett erhalten und bildet den größten verbliebenen zusammenhängenden Bauabschnitt vom hochromanischen Bau I, der wahrscheinlich bis 1118 fertiggestellt war. Der untere Teil der Westfassade wird heute von der Vorhalle verdeckt.

### Spätromanischer Bau II

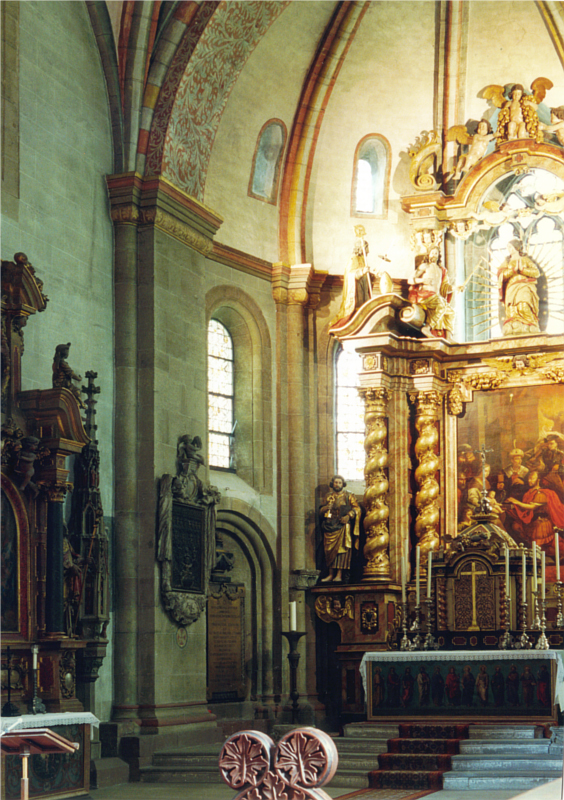
Spätromanische Chorapsis nach Osten gesehen, um 1195

Erzbischof Christian I von Mainz traf 1171 den Dom bei einer Visitation in einem so schlechten Zustand an, dass er seine Wiederherstellung anordnete, die einem weitgehenden Neubau gleichkam. Der bisher plattgeschlossene Chor und die Hauptkrypta wurde durch eine polygonale Chorapsis erweitert, die durch einen profilierten Sockel und Ecklisenen gegliedert ist sowie mit einer Zwerggalerie über den großen Rundbogenfenstern abschließt. Selbst der 1194 errichtete romanische Dachstuhl über dem anschließenden Langchorjoch blieb original erhalten, dessen Hölzer dendrochronologisch auf das Fälljahr 1193 datiert sind. Für die Querhäuser wurden Teile der alten Querhausmauern weiterverwendet.
Die hohe Qualität des Fritzlarer Chores weist auf die Arbeit von Bauleuten aus Worms hin. Der spätromanische Fritzlarer Bau II zeigt enge Verwandtschaft zum Wormser Dom und anderen Werken der sog. Wormser Bauschule, mit denen erstmals Stilelemente der rheinischen Romanik nach Nordhessen importiert wurden. Das Äußere der Fritzlarer Chorapside wurde bald darauf am Chor von St. Paul in Worms kopiert.
Die bisher flachgedeckte Basilika erhielt nun eine durchgehende Einwölbung mit kreuzförmigen Bandrippengewölben. Unter Verwendung der alten Seitenschiffswände errichtete man ein neues Mittelschiff im gebundenen System, bei dem im Grundriss einem Mittelschiffsjoch zwei kreuzgratgewölbte Seitenschiffsjoche zugeordnet sind. Im Langhaus fallen die zunehmende Streckung der Joche nach Westen sowie die hohen Domikalgewölbe mit teilweise stark verzogenen Bandrippen auf. Mit der Umgestaltung der Westempore war der spätromanische Bau wohl vor 1232 beendet.

### Westvorhalle

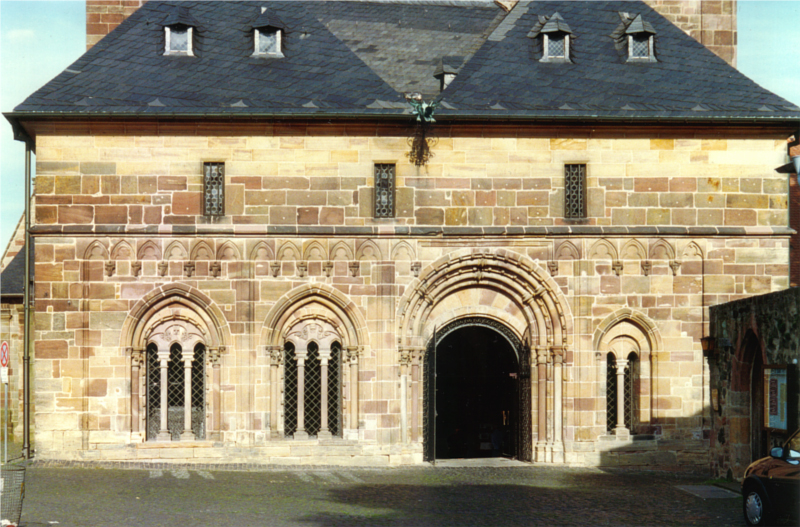
Westvorhalle (ehem. Elisabethkapelle, ab 1253) im spätromanisch-frühgotischen Übergangsstil

Nach 1253 entstand vor der Westfassade die Elisabethkapelle, die heutige auch „Paradies“ genannte Vorhalle im westfälisch beeinflussten spätromanisch-frühgotischen Übergangsstil mit zahlreichen figürlichen Kapitellen, deren Darstellungen jedoch nicht gedeutet werden können. Die zweischiffige Vorhalle diente auch als Rechtsstätte. Spätestens 1267 war die Elisabethkapelle vollendet, auf die in der Gotik ein Obergeschoss mit einem steil ansteigenden Dach aufgesetzt wurde.

### Gotik

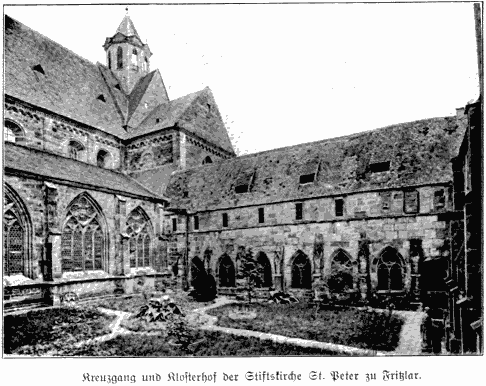
Gotisches Südseitenschiff mit Maßwerkfenstern, Kreuzgang und Stiftsgebäude, 1912

Wohl ab den 1290er Jahren wurde das romanische Südseitenschiff durch zwei gotische Seitenschiffe ersetzt, wobei das südliche Südseitenschiff für den Einbau von Kapellen diente. Er folgten die drei Flügel des Kreuzgangs sowie die Stiftsgebäude, in denen sich heute die Schatzkammer und die Dombibliothek befinden. Spätestens 1323 war der Kreuzgang vollendet. Die gotischen Bauabschnitte des Domes entstanden wahrscheinlich parallel zum Bau der Fritzlarer Minoritenkirche (Franziskanerklosterkirche). In die Querhäuser sowie in einzelne Wandfelder der Chorapside wurden große Maßwerkfenster eingelassen und über der nordöstlichen Nebenkrypta ein kleiner Archivraum erbaut. Nach 1358 errichtete man über der Vierung einen großen hölzernen Vierungsturm, der die Höhe der Westtürme erreichte und bis 1799 vorhanden war. Auch die beiden Westtürme hatten zu einem unbekannten Zeitpunkt sehr hohe und spitze Turmhelme erhalten. 1354 wurde die am Nordquerhaus angebaute Marienkapelle gestiftet, jedoch erst um 1365/1366 vollendet. Der spätgotische Langhausdachstuhl wurde etwa von 1489 bis 1494 errichtet.

### Renaissance und Barock

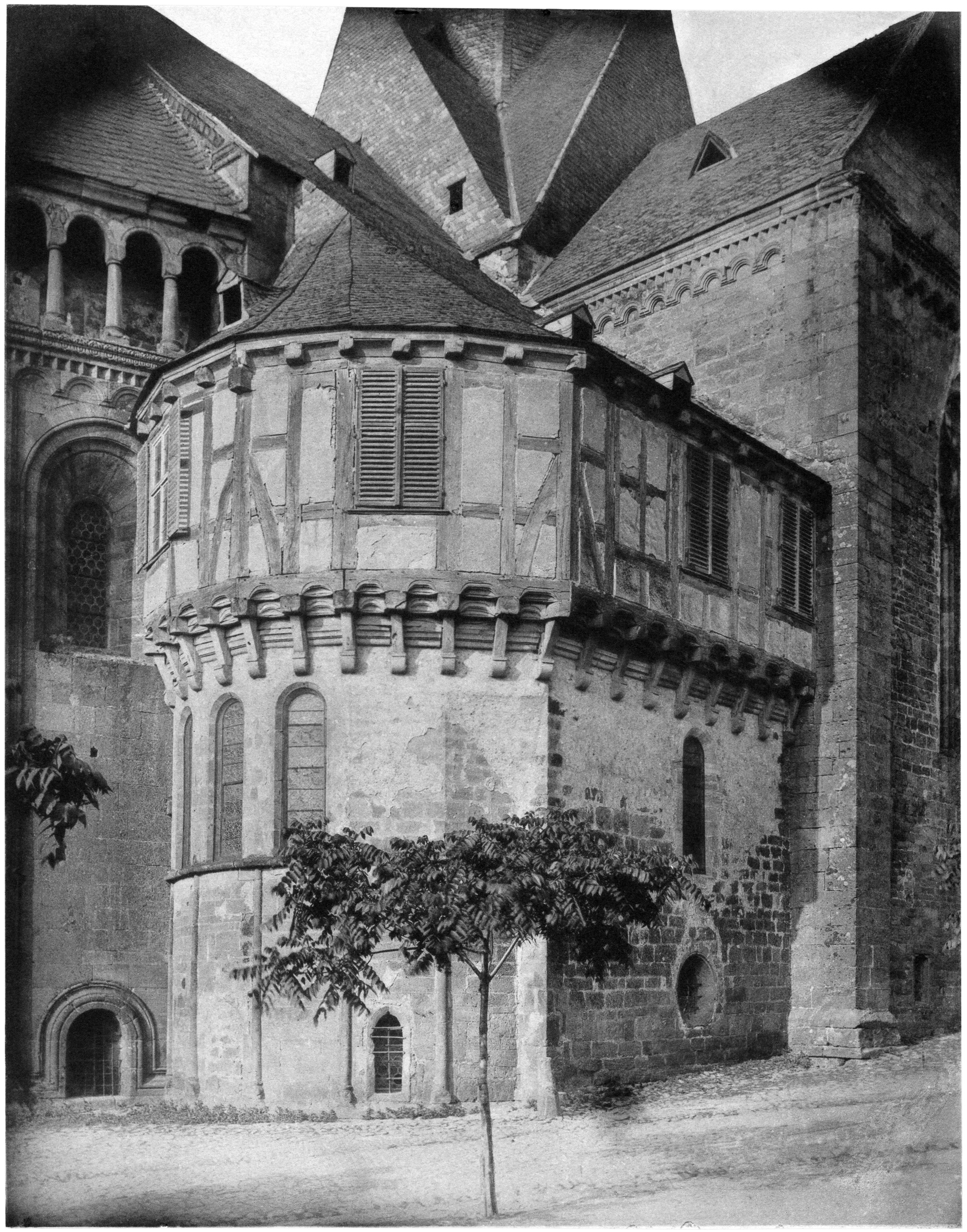
Hochromanische nordöstliche Nebenkrypta (unten), gotischer Archivraum (Mitte) und Renaissance-Fachwerkanbau (oben, um 1560)

Um 1560 errichtete man auf dem Archivraum über der nördlichen Nebenkrypta eine Renaissance-Fachwerkstube. Ab dem späten 17. Jahrhundert begann die Barockisierung des Innenraums. Die Westvorhalle erhielt 1731 ein vereinfachtes Obergeschoss mit niedrigen Dächern. 1735 wurde am Nordseitenschiff der „Roter Hals“ genannte Windfang angebaut.

### 19. Jahrhundert

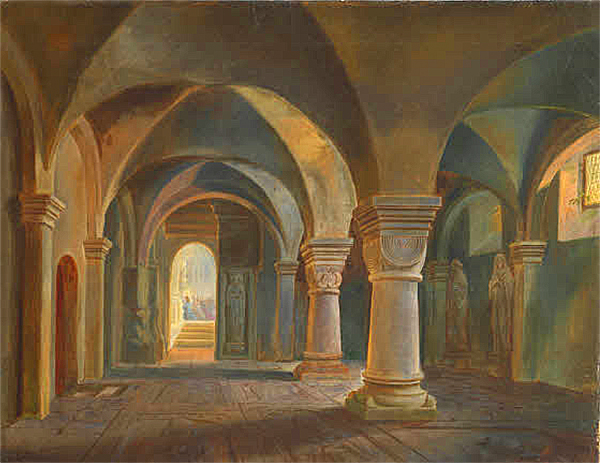
„Krypta unter dem nördlichen Chor im Dom zu Fritzlar“;
Ölgemälde von Carl Fink, 1868, Museumslandschaft Hessen Kassel

Nach dem Reichsdeputationshauptschluss und der Säkularisation von 1803 wurde das Fritzlarer Stift aufgehoben. Der Dom diente nun als reine Pfarrkirche. Zwischen 1822 und 1828 erhielt der Stumpf des Vierungsturmes eine neugotische Umgestaltung sowie ein Pyramidendach, dessen Spitze etwa 10 m über den Dachfirst herausragt. 1854 restaurierte der Architekt Georg Gottlob Ungewitter die gotische Marienkapelle.
Infolge der baulichen Vernachlässigung des Domes riss am 7. Dezember 1868 während der Messe eine sehr starke Windböe den baufälligen hohen Südturmhelm herunter. Turmhelm und Mauerstücke stürzten auf das Langhaus und durchschlugen teilweise die Gewölbe. 21 Menschen starben, weitere wurden verletzt. Bei der Reparatur der Turmspitzen vereinheitlichte der Architekt Carl Schäfer die bisher unterschiedlichen Turmhelme und ersetzte sie 1873 durch zwei gleiche Rautenhelme mit zuvor nicht vorhandenen Dreiecksgiebeln. 1878 folgte eine neuromanische Umgestaltung der Nordseitenschiffswand, bei der die abgeschlagenen Rundbogenfriese wiederhergestellt sowie zusätzlich ein Sockelprofil und eine Lisenengliederung angebracht wurden.

### 20. Jahrhundert bis heute
Nach langer Verzögerung begann 1913 eine umfassende Restaurierung, die sich durch den Ersten Weltkrieg bedingt bis 1919 hinzog. Man verzichtete auf die ursprünglich geplante neuromanische Durchgestaltung und Purifizierung des Innenraumes und restaurierte die vorgefundenen alten Farbfassungen und Malereien. Weitere größere Restaurierungen fanden von 1963 bis 1970 statt sowie eine längere Restaurierungskampagne von 1980 bis 1997.
2004 wurde die Kirche durch Papst Johannes Paul II. in den Rang einer Basilica minor erhoben. Von Juni 2010 bis November 2012 erfolgte eine Sanierung des Innenraums in drei Bauabschnitten. Dabei wurde unter anderem der Altarraum umgestaltet, die Heizungsanlage erneuert sowie ein behindertengerechter Zugang geschaffen.

## Künstlerische Ausstattung
Im Innenraum sind der gotische Schrein des heiligen Wigbert von 1340 in der Hauptkrypta hervorzuheben, das gotische Sakramentshaus sowie das romanische Relief des heiligen Petrus mit Schlüssel aus dem 12. Jahrhundert. Glasfenster schuf in mehreren Abschnitten von 1914 bis 1926 Otto Linnemann aus Frankfurt. Laut Werkverzeichnis unter anderem zwei Fenster mit Darstellungen des St. Martinus und des Rosenwunders der heiligen Elisabeth sowie 14 Hochschifffenster.

## Dommuseum
Im Kreuzgang befindet sich das Dommuseum, dessen Schauräume Gemälde, Skulpturen, Sakralgegenstände und andere Zeugnisse der Stiftsgeschichte vom Mittelalter bis in die Gegenwart zeigen. Bekanntestes Exponat des Domschatzes ist das Heinrichs-Kreuz, welches 1020 dem St. Petri-Stift von Kaiser Heinrich II. geschenkt wurde. Das romanische Gemmenkreuz zählt zu den bedeutendsten Werken der deutschen mittelalterlichen Schatzkunst. Teile der ehemaligen Stiftsbibliothek blieben in der Dombibliothek erhalten.

## Orgel
Die heutige Domorgel einschließlich des barock wirkenden Gehäuses wurde im Jahre 1929 von dem Orgelbauer Johannes Klais erbaut und 1995 umfassend restauriert. Das Instrument hat 45 Register über drei Manuale und Pedal.
| I Hauptwerk C–g3 |             |       |
| 1.               | Bordun      | 16’   |
| 2.               | Prinzipal   | 8’    |
| 3.               | Offenflöte  | 8’    |
| 4.               | Gedackt     | 8’    |
| 5.               | Dulciana    | 8’    |
| 6.               | Octave      | 4’    |
| 7.               | Hohlflöte   | 4’    |
| 8.               | Gemsquinte  | 2 ⁄3′ |
| 9.               | Superoctave | 2’    |
| 10.              | Mixtur IV   | 2’    |
| 11.              | Trompete    | 8’    |

| II Brustwerk C–g3 |                   |        |
| 12.               | Prinzipal         | 8’     |
| 13.               | Rohrflöte         | 8’     |
| 14.               | Quintatön         | 8’     |
| 15.               | Spitzflöte        | 8’     |
| 16.               | Unda maris        | 8’     |
| 17.               | Praestant         | 4’     |
| 18.               | Blockflöte        | 4’     |
| 19.               | Nachthorn         | 2’     |
| 20.               | Terz              | 1 3⁄5′ |
| 21.               | Nasard            | 1 ⁄3′  |
| 22.               | Progressia III-IV | 2 ⁄3′  |
| 23.               | Krummhorn         | 8’     |
|                   | Tremolo           |        |

| III Schwellwerk C–g3(Ausgebaut bis g4) |                 |       |
| 24.                                    | Stillgedackt    | 16’   |
| 25.                                    | Prinzipal       | 8’    |
| 26.                                    | Viol di Gamba   | 8’    |
| 27.                                    | Bordunalflöte   | 8’    |
| 28.                                    | Salicional      | 8’    |
| 39.                                    | Vox coelestis   | 8’    |
| 30.                                    | Geigenprinzipal | 4’    |
| 31.                                    | Traversflöte    | 4’    |
| 32.                                    | Waldflöte       | 2’    |
| 33.                                    | Sesquialtera II | 2 ⁄3′ |
| 34.                                    | Cymbel IV-V     | 1 ⁄3′ |
| 35.                                    | Oboe            | 8’    |
| 36.                                    | Kopfregal       | 4’    |
|                                        | Tremolo         |       |

| Pedal C–f1 |                     |         |
| 37.        | Prinzipalbass       | 16’     |
| 38.        | Subbass             | 16’     |
| 39.        | Stillgedackt        | 16’     |
| 40.        | Quinte              | 10 2⁄3′ |
| 41.        | Octavbass           | 8’      |
| 42.        | Flötenbass          | 8’      |
| 43.        | Choralbass          | 4’      |
| 44.        | Rauschpfeife III-IV | 2 ⁄3′   |
| 45.        | Posaune             | 16’     |

- Koppeln:
  - Normalkoppeln:  II/I, III/I, III/II, I/P, II/P, III/P
  - Superoktavkoppeln:  III/I, III/III, I/P
  - Suboktavkoppeln:  II/I, III/I, II/II, III/III
- Spielhilfen: Feste Kombinationen (Tutti, Forte, Piano) zwei freie Kombinationen, zwei freie Pedalkombinationen, Handregistratur, Absteller (Zungen, Walze), Generalkoppeln, Crescendowalze, diverse Absteller aus der Walze sowie Einsteller in die Walze (Koppeln, Einzelregister)

## Glocken
In den Türmen hängt ein Großgeläut aus acht Glocken. Fünf davon stammen aus dem Mittelalter, eine stammt aus der Barockzeit, und zwei moderne Glocken ergänzen das historisch gewachsene Klangbild. Die Glocken im Nordturm hängen in einem Holzglockenstuhl an Holzjochen. Die Glocken im Südturm hängen in einem Glockenstuhl aus Stahl an Stahljochen, wobei das Stahljoch der großen Martinsglocke leicht verkröpft ist.
| Nr. | Name          | Gussjahr | Gießer                  | Durchmesser (mm) | Gewicht (kg) | Nominal (16tel) | Turm        |
| 1   | Martin        | 1972     | Petit & Gebr. Edelbrock | 1715             | 3416         | ais0 +3         | Süd, unten  |
| 2   | Große Osanna  | 1466     | Meister Goswin          | 1709             | ~3400        | cis1 −1         | Nord, unten |
| 3   | Große Maria   | 1412     | Henrich Heistirboum     | 1475             | ~2150        | d1 +4           | Nord, unten |
| 4   | Wigbert       | 1972     | Petit & Gebr. Edelbrock | 1140             | 1084         | fis1 +4         | Süd, Mitte  |
| 5   | Kleine Osanna | 1456     | Meister Goswin          | 1125             | ~980         | gis1 +7         | Süd, Mitte  |
| 6   | Bonifatius    | 1685     | Johannes Schirnbein     | 910              | ~480         | ais1 +11        | Süd, oben   |
| 7   | Kleine Maria  | 1456     | Meister Goswin          | 707              | ~270         | eis2 +5         | Nord, oben  |
| 8   | Tertia        | 1369     | Meister Johannes        | 627              | ~190         | fis2 +7         | Nord, oben  |

## Literarische Erwähnung
Der Schriftsteller Heinrich Ruppel dichtete über den Fritzlarer Dom: Fritzlar mit seinem schönen Dom erhebt sich überm Ederstrom.